# Светиловичи (Гомельская область)
Свети́ловичи (бел. Свяцілавічы) — агрогородок в Ветковском районе Гомельской области Республики Беларусь, на реке Беседь, в 33 км на северо-восток от Ветки и в 52 км от Гомеля, на автодороге Ветка — Чечерск. 980 жителей (2008). Административный центр Светиловичского сельсовета.

## История
Первые документальные сведения о Светиловичах датируются 1565 годом, когда Великий князь Сигизмунд Август подарил пустое сельцо Светиловичи, в котором «люди того сельца сего лета все в поветрие вымерли», боярину чечерскому Илье Ивановичу. В 1625 году его внуки Тимофей, Фёдор и Иван Шелюто получили от короля и Великого князя Сигизмунда Вазы подтвердительную грамоту (привилей) на Светиловичи. 
К концу XVIII века в Светиловичах жили следующие шляхетские семьи: Верёвкины-Шелюто, Дробышевские, Леванды, Малиновские, Чаплицы, Шкляревичи, Шеляки, Езерские. В XIX веке земли Светилович были разделены между многочисленными представителями рода Верёвкиных-Шелюто, а после отмены крепостного права большая часть земли перешла к крестьянам. 

## Административно-территориальная принадлежность
В 1565 году село в составе Чечерского староства Речицкого уезда Минского воеводства ВКЛ провинции Речи Посполитой, позднее непосредственно в составе Речицкого уезда.
После Первого раздела Речи Посполитой — в составе Российской империи. В 1772—1778 в Рогачёвской провинции Могилёвской губернии. В 1778—1796 в Рогачёвском уезде Могилёвского наместничества. В 1796—1801 в Рогачёвском уезде Белорусской, а после 1801 года и до 1917 — Могилёвской губернии. В начале XX века Светиловичи — местечко Столбунской волости Гомельского уезда.
В 1917—1919 в прифронтовой полосе российско-германского фронта, в подчинении военных властей Западного фронта РСФСР, в Западной области (Западной коммуне) РСФСР.
В 1919—1926 гг. — в Гомельском уезде Гомельской губернии РСФСР.
В 1926 году в результате «Третьего укрупнения БССР» территория, включающая Светиловичи, передана из состава РСФСР в состав БССР.
В 1926—1927 гг. — центр Светиловичского района Гомельского округа. В 1927—1930 в Ветковском районе Гомельского округа. С 1938 по 1956 вновь центр Светиловичского района, местечко. С 1956 — село Ветковского района Гомельской области (в 1962—1966 в составе Гомельского района).

### Советская эпоха и современность
По результатам Брестского мира Светиловичи оказались на территории, оккупированной с марта по ноябрь 1918 года германскими войсками. В 1927 году в эпоху коллективизации в Светиловичах организован колхоз «Севастопольский металлист». Во время Великой Отечественной войны, с 19 августа 1941 года по 30 сентября 1943 года находились в зоне фашистской оккупации. В 1950-е годы организован совхоз «Светиловичи» (сейчас сельскохозяйственное предприятие «Светиловичи», филиал предприятия «Гомельхлебпром»).
После аварии на Чернобыльской АЭС 26 апреля 1986 года Светиловичи оказались на границе зоны высокого радиационного загрязнения. В 2004 году загрязнение почвы цезием-137 составляло 19,38 Ки/км², стронцием-90 — 0,43 Ки/км².
В Светиловичах родились генерал-лейтенант Ф. Ф. Верёвкин-Шелюта; подполковник, георгиевский кавалер С. Ф. Верёвкин-Шелюта; священник, новомученик Ф. Г. Вишняков; писатель С. А. Балахонов; актёр М. Я. Каплан.

## Население
По переписи 1939 года, в Светиловичах проживало 2078 человек: 1732 белоруса, 173 еврея, 70 русских, 50 украинцев.
По переписи населения 1989 года, в Светиловичах проживало 1640 человек. Значительная часть жителей переселилась в город Гомель и в другие населённые пункты республики.
- 2000 — 1042 жителей
- 2008 — 980 жителей
- 2010 — 822 жителя

## Экономика и социальная сфера
В Светиловичах функционируют средняя школа, детский сад, участковая больница, аптека, отделение связи, несколько продовольственных и промтоварный магазины. В 1980-е—1990-е годы построен сельский Дом культуры и совхозный посёлок. Планируется преобразование Светилович в агрогородок.

## Культура
- Дом культуры
- Музейная комната государственного учреждения образования «Светиловичская средняя школа»

## Памятники истории
- Недалеко от Светилович на берегу реки Беседи обнаружены наиболее древние на территории Беларуси орудия труда мустьерского типа.

В 1929 году у д. Светиловичи Ветковского района было найдено одно из древнейших орудий труда в Беларуси – скребок мустьерского типа.
- Городище зарубинецкой культуры. Период раннего железного века и поселение эпохи неолита 1-го тысячелетия н. э. и эпохи средневековья (1-е тыс. до н. э. — 1-е тыс. н. э., 5-е — 3-е тыс. до н. э., 1-е — 2-е тыс. н. э.) —  Историко-культурная ценность Республики Беларусь, шифр 313В000174
- Братская могила, 95 солдат и 1 партизан (1941—1944 гг.) —  Историко-культурная ценность Республики Беларусь, шифр 313Д000175
- Братская могила, 17 партизан (1918 г.) —  Историко-культурная ценность Республики Беларусь, шифр 313Д000176

### Памятник, скульптура
- Памятник В. И. Ленину
- Памятник землякам, погибшим во время Великой Отечественной войны
- Памятник воинам-освободителям

## Галерея

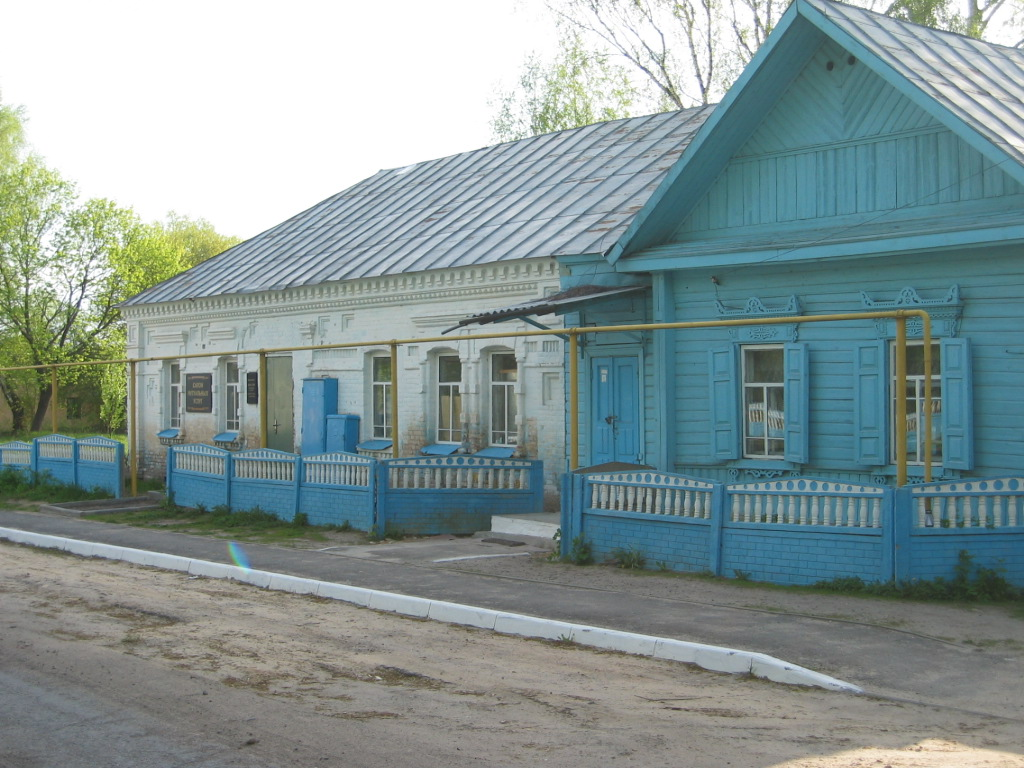
Кирпичный дом 1900-х годов постройки
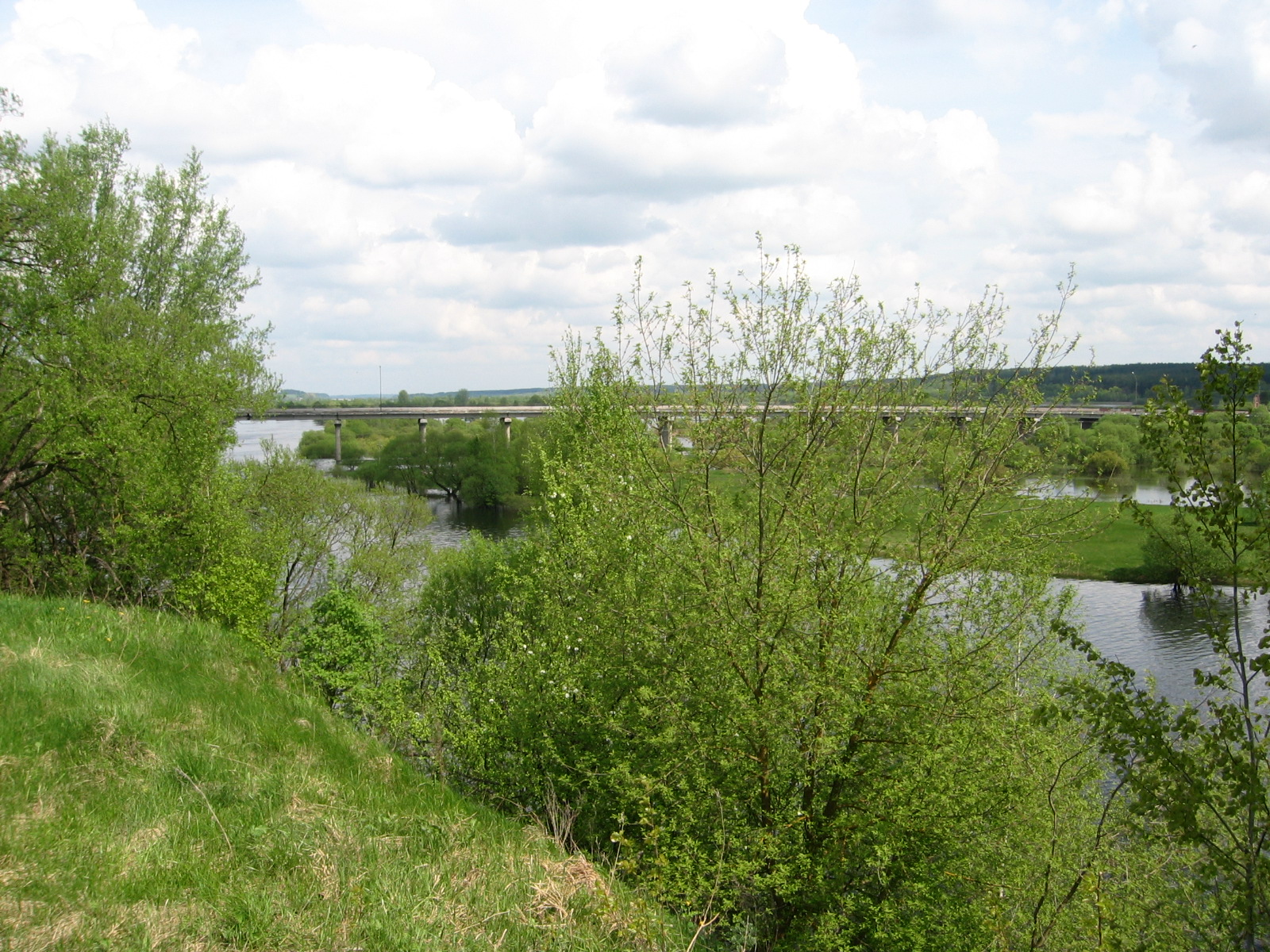
Вид на мост через реку Беседь (построен в 1971, реконструирован в 2008 году)
Часовня на окраине села, построена в 2000—2001 годах
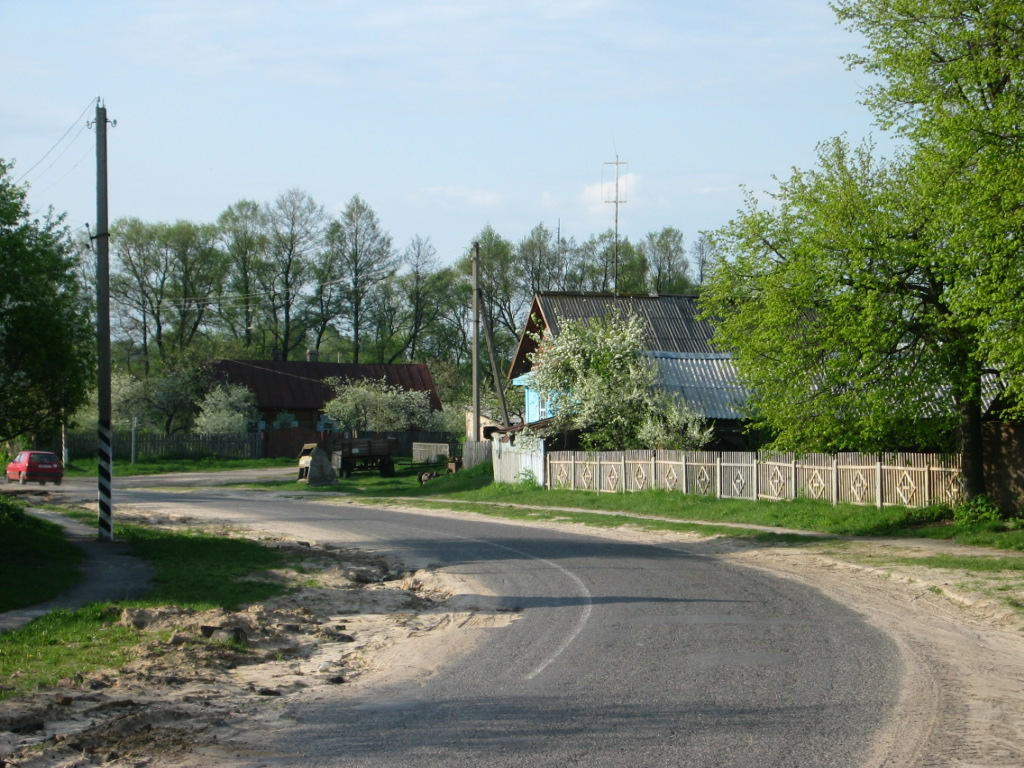
Улица Советская
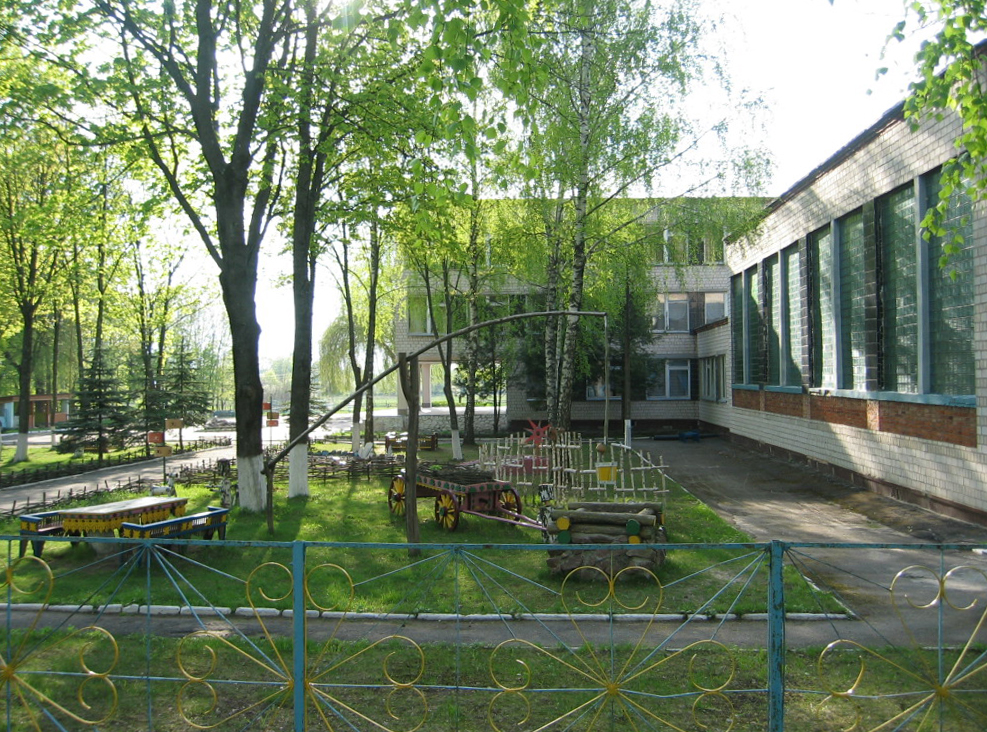
Светиловичская средняя школа
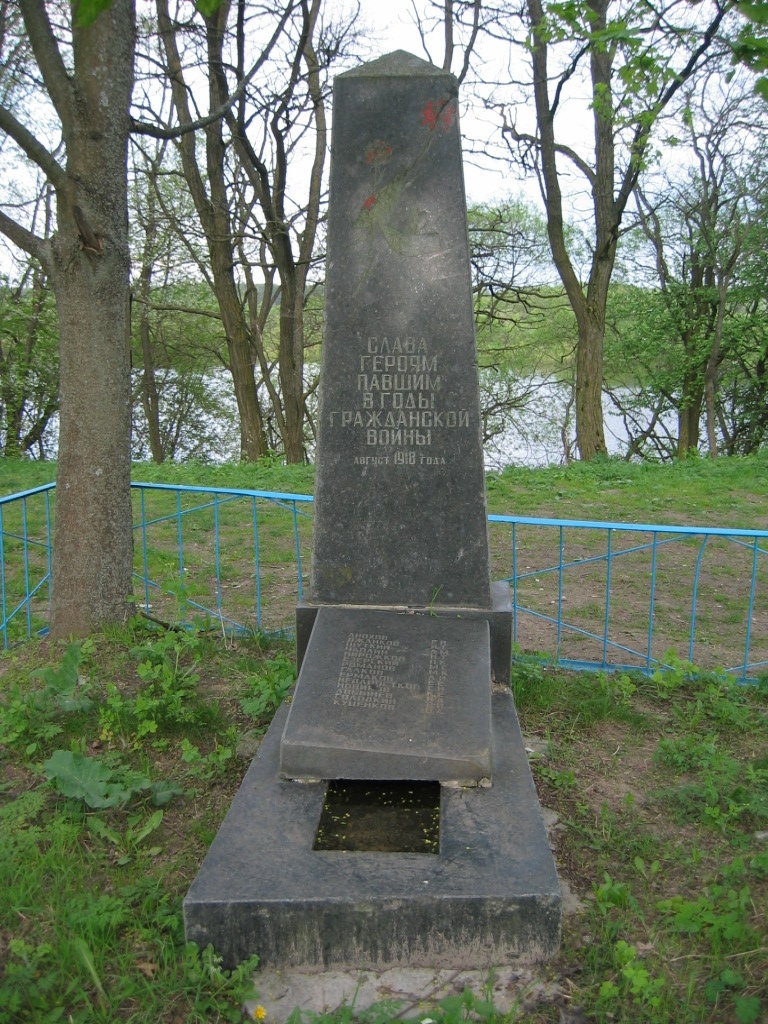
Памятник погибшим в августе 1918 года
Памятник воинам-освободителям, погибшим во время Великой Отечественной войны